# Xokó
Xokó (Xocó, Chocó, Txokó), etnolingvistička porodica američkih Indijanaca s područja brazilskih države Sergipe, Alagoas, Ceara i Pernambuco. Jedini član porodice su pleme i jezik Xokó, danas izumro. Etničkih ih ima oko 250 (1987), služe se portugalskim jezikom, i danas su naseljeni na rezervatu Caiçara/Ilha de S. Pedro u državi Sergipe.

## Vanjske poveznice
- Xokó